# アドミラル・スコフィールド
アドミラル・ドノバン・スコフィールド（Admiral Donovhan Schofield、1997年3月30日 - ）は、イギリスのロンドン出身のプロバスケットボール選手。ポジションはスモールフォワード。兄は元NFL選手のオブライエン・スコフィールド。

## 経歴

### カレッジ
テネシー大学で4年間プレーし、2019年のNBAドラフトにエントリーした。

### ワシントン・ウィザーズ
ドラフト2巡目・全体42位でフィラデルフィア・76ersから指名され、直後にトレードで交渉権がワシントン・ウィザーズへ移動。その後ウィザーズと3年430万ドルで契約した。
2019-20シーズンはNBAで33試合に出場した。

### グリーンズボロ・スウォーム
2020年11月19日にカシアス・ウィンストンの交渉権とドラフト2巡目指名権とのトレードで、ヴィト・クレイチの交渉権と共にオクラホマシティ・サンダーへ移籍した。
2020-21シーズンのプレシーズン終了後にサンダーから解雇された。その後、2021年1月11日に行われたGリーグドラフトにて、全体1位でグリーンズボロ・スウォームから指名され入団した。

### レイクランド・マジック
2021年のサマーリーグにアトランタ・ホークスの一員として参加。その後、9月21日にオーランド・マジックとのトレーニングキャンプ契約に合意したが、プレシーズン終了後に解雇され、Gリーグのレイクランド・マジックへ送られた。

### オーランド・マジック
12月17日にマジックとの10日間契約に合意した。同月27日にマジックとの2度目の10日間契約に合意した。

### アスヴェル・バスケット
2024年6月28日、ユーロリーグとLNBプロAに所属するアスヴェル・バスケットへ1年契約で加入すると発表された。国内リーグ戦では6試合に出場し、1試合平均14.3分の出場で、7.7得点、1.8リバウンド、フィールドゴール成功率55.6パーセント、スリーポイント成功率55.0パーセント、フリースロー成功率71.4パーセント、ユーロリーグでは6試合に出場し、1試合平均17分の出場で、6.2得点、2.2リバウンド、スリーポイント成功率45.5パーセント、フリースロー成功率33.3パーセントという成績を残したが、2024年11月27日、双方合意の上契約を解除すると発表された。

## 個人成績

### NBA

#### レギュラーシーズン
| シーズン | チーム | GP  | GS | MPG  | FG%  | 3P%  | FT%  | RPG | APG | SPG | BPG | PPG |
| -------- | ------ | --- | -- | ---- | ---- | ---- | ---- | --- | --- | --- | --- | --- |
| 2019–20  | WAS    | 33  | 2  | 11.2 | .380 | .311 | .667 | 1.4 | .5  | .2  | .1  | 3.0 |
| 2021–22  | ORL    | 38  | 1  | 12.3 | .419 | .329 | .800 | 2.3 | .7  | .1  | .1  | 3.8 |
| 2022–23  | ORL    | 37  | 0  | 12.2 | .451 | .324 | .913 | 1.7 | .8  | .2  | .1  | 4.2 |
| 2023–24  | ORL    | 23  | 0  | 3.7  | .385 | .375 | .000 | .7  | .3  | .0  | .0  | 1.1 |
| 通算     | 通算   | 131 | 3  | 10.5 | .417 | .326 | .782 | 1.6 | .6  | .2  | .1  | 3.3 |

### カレッジ
| シーズン | チーム   | GP  | GS | MPG  | FG%  | 3P%  | FT%  | RPG | APG | SPG | BPG | PPG  |
| -------- | -------- | --- | -- | ---- | ---- | ---- | ---- | --- | --- | --- | --- | ---- |
| 2015–16  | テネシー | 32  | 22 | 18.7 | .444 | .301 | .897 | 4.0 | .9  | .4  | .3  | 7.6  |
| 2016–17  | テネシー | 28  | 2  | 19.0 | .453 | .389 | .779 | 4.4 | .8  | .3  | .2  | 8.2  |
| 2017–18  | テネシー | 35  | 34 | 28.1 | .447 | .395 | .756 | 6.4 | 1.5 | 1.0 | .4  | 13.9 |
| 2018–19  | テネシー | 37  | 37 | 31.8 | .474 | .418 | .698 | 6.1 | 2.0 | .9  | .5  | 16.5 |
| 通算     | 通算     | 132 | 95 | 24.9 | .458 | .387 | .763 | 5.3 | 1.3 | .7  | .4  | 11.9 |